# Link 16
Link 16 er et militært dataudvekslingsformat udviklet til NATO, North Atlantic Treaty Organisation.
Med Link 16, kan miliære fly såvel som krigsskibe og styrker på jorden udveksle taktiske informationer i næsten real time. Link 16 giver også mulighed for udveksling af tekstbeskeder, billedfiler og giver to digitale audiokanaler (2.4 kbit/s eller/og 16 kbit/s).  Definitionen af Link 16 er nedskrevet i STANAG 5516.  STANAG 5516 Edition 4 er den nyeste NATO version af standarden. MIL-STD-6016D, Change 1, er den nyeste US version af Link 16 standarden.
Link 16 er et krypteret digitalt højhastighedsdatalink der er modstandsdygtigt overfor jamming. Systemet opererer i UHF-spektret. Per definition begrænser denne kommunikationsform systemet til bruger indenfor synsvidden, selvom brugen af satellitkommunikation og kommunikationsprotokoller såsom TCP/IP har øget denne rækkevidde betragteligt. Link 16 vil forventeligt erstatte eller understøtte flere eksisterende dataudvekslingssystemer. Informationerne er typisk udvekslet ved en af følgende tre datahastigheder: 31.6, 57.6 eller 115.2 kilobits per sekund, selvom radiosystemerne og radiobølgerne kan understøtte over 1 Megabit per sekund. Link 16 udstyret kan udstyres i enheder i luften, på havet eller på landjorden og er kompakt nok til at kunne installeres i et jagerfly.
Eksempler på enheder der kan være eller er Link 16 :
- Absalon-klassen
- Sachsen-klassen
- Fridtjof Nansen-klassen
- Álvaro de Bazán-klassen
- F-18 Hornet
- F-15 Eagle
- F-16 Fighting Falcon
- Eurofighter Typhoon
- Dassault Rafale
- Panavia Tornado
- E-2 Hawkeye
- E-3 Sentry

De tre fregatter af Iver Huitfeldt-klassen vil også blive udstyret med Link 16.